# Oitme (Leisi)
Oitme – wieś w Estonii, w prowincji Sarema, w gminie Leisi.